# 南九州市立頴娃中学校
南九州市立頴娃中学校（みなみきゅうしゅうしりつ えいちゅうがっこう）は、鹿児島県南九州市頴娃町郡にある市立中学校。

## 校区
「南九州市立小学校及び中学校の通学区域に関する規則」により以下の地区が通学区域となっている
- 頴娃小学校
  - 長崎，鬼口，前原，浜村，下大久保，上大久保，平丹花，浦芝原，志戸，山下，瀬谷，栫山，麓
- 宮脇小学校区
  - 三俣，高取，下門，中村，水之元，春向，山脇，下薗，伊瀬知，赤崎
- 九玉小学校区
  - 木之元，坂上，下出，川原園，奥薗，上出，鶴田，山下，小長田，東馬渡，西馬渡，矢越
- 粟ヶ窪小学校区
  - 永谷，飯山，佃，粟ヶ窪，谷場，熊ヶ谷，牧渕別府，一氏，雪丸
- 青戸小学校区
  - 上渕別府，只角，新牧，折尾，源川，加治佐，高吉，青戸上，青戸中，青戸下，尾曲，飯伏
- 別府小学校区
  - 吉崎，福留，石垣，鶴成，次下，東水成川，南組，岡村，東大川，南大川，北大川，西大川，蓮子，摺木
- 松原小学校区
  - 耳原上，耳原下，小原，松永

## 沿革

### 旧南九州市立頴娃中学校
- 昭和22年（1947年）
  - 05月 - 開校式が行われる。分校授業を開始する。
  - 10月 - 校地買収を始める。
- 昭和23年（1948年）10月 - 第一校舎・宿直室が落成する。
- 昭和24年（1949年）09月 - 第二校舎が落成する。
- 昭和25年（1950年）
  - 06月 - 第三・第四校舎が落成する。
  - 09月 - 全学年本校舎に統合される。
- 昭和27年（1952年）05月 - 第五校舎が増築落成する。
- 昭和29年（1954年）10月 - 校旗校歌を制定する。
- 昭和30年（1955年）06月 - 各教室に放送施設ができる。
- 昭和31年（1956年）05月 - 生産教室が落成する。
- 昭和32年（1957年）07月 - 楽焼がまが完成する。
- 昭和33年（1958年）10月 - 校内電話を架設する。
- 昭和35年（1960年）04月 - 体育館が落成する。
- 昭和36年（1961年）08月 - 新校地を造成する。
- 昭和37年（1962年）04月 - 鉄筋校舎六教室が落成する。
- 昭和38年（1653年）02月 - 完全給食が開始される。
- 昭和42年（1967年）12月 - 体育施設(鉄棒・バックネット)が整備される。屋敷跡を整地する。
- 昭和44年（1969年）03月 - 校庭安全管理施設・給食道路が完工する。
- 昭和47年（1972年）
  - 03月 - 校長住宅が新築落成する。
  - 10月 - プールが竣工する。
- 昭和48年（1973年）03月 - 鉄筋校舎(1376平方メートル)が落成する。
- 昭和50年（1975年）08月 - 自転車置き場を増設する。
- 昭和53年（1978年）03月 - 特別教室(七教室・五室)が落成する。
- 昭和54年（1979年）02月 - 学級園・学校園を設置する。
- 昭和57年（1982年）03月 - 校舎四教室窓枠をアルミサッシ化する。
- 昭和61年（1986年）12月 - 柔剣道場が落成する。
- 昭和62年（1987年）03月 - 南側校舎窓枠をアルミサッシ化する。
- 平成31年（2019年）03月 - 閉校記念式典が開催される。

### 南九州市立頴娃中学校
- 平成31年（2019年）04月 - （旧）南九州市立頴娃中学校、南九州市立青戸中学校、南九州市立別府中学校が合併により開校。

## 進学前小学校
- 南九州市立頴娃小学校
- 南九州市立宮脇小学校
- 南九州市立九玉小学校
- 南九州市立粟ヶ窪小学校
- 南九州市立青戸小学校
- 南九州市立別府小学校
- 南九州市立松原小学校